# 回龍壩站
回龍壩站是襄渝鐵路和遂渝鐵路上的一個鐵路車站，位於重慶市沙坪壩區回龍壩鄉，建於1975年，目前為四等站，離襄阳站859公里，距重慶站40公里。目前客運：辦理旅客乘降；行李、包裹託運。貨運：辦理整車貨物發到，不辦理整車爆炸品及整車一級氧化劑發到；不辦理罐裝危險貨物到達。车站于2011年7月1日关闭，原址新建兴隆场站。